# Alapalooza
Alapalooza é o oitavo álbum do músico norte-americano "Weird Al" Yankovic, lançado em 1993 pela gravadora Scotti Brothers Records. A capa do álbum é uma paródia da capa do então recente filme Jurassic Park, sendo o nome uma referência ao festival Lollapalooza.

## Faixas
| Faixa | Nome                                                                       | Duração | Paródia de                                                    | Descrição |
| ----- | -------------------------------------------------------------------------- | ------- | ------------------------------------------------------------- | --- |
| 1     | "Jurassic Park" (Parque Jurássico)                                         | 3:55    | "MacArthur Park" por Richard Harris                           | Sobre o enredo do filme Jurassic Park. |
| 2     | "Young, Dumb, & Ugly" (Jovem, Burro e Feio)                                | 3:46    | AC/DC                                                         | Sobre um grupo de rebeldes que tentam passar uma imagem de "durões", mas só parecem idiotas.                                                                                     |
| 3     | "Bedrock Anthem" (Hino de Bedrock)                                         | 3:43    | "Under the Bridge" e "Give It Away" por Red Hot Chili Peppers | Sobre alguém que quer ser um Flinstone e morar em Bedrock, listando vários motivos para tanto.                                                                                   |
| 4     | "Frank's 2000" TV" (A Tv de 2000" do Frank)                                | 4:07    | R.E.M.                                                        | Sobre um homem cujo vizinho compra uma televisão de 2000 polegadas. |
| 5     | "Achy Breaky Song" (Canção Dolorida e Quebradiça)                          | 3:23    | "Achy Breaky Heart" por Billy Ray Cyrus                       | Sobre um homem que menciona vários grupos e artistas que ele prefere escutar, em vez de "Achy Breaky Song".                                                                      |
| 6     | "Traffic Jam" (Congestionamento)                                           | 4:01    | Prince                                                        | Sobre estar preso em um congestionamento. |
| 7     | "Talk Soup"                                                                | 4:25    | Peter Gabriel.                                                | Sobre um homem desesperado por aparecer em algum programa diurno tipo talk show e falar sobre seus relacionamentos bizarros, relações familiares incomuns e opiniões não usuais. |
| 8     | "Livin' in the Fridge" (Vivendo na Frigideira)                             | 3:35    | "Livin' on the Edge" por Aerosmith                            | Um conto sobre alimentos vencidos ganhando sentiência. |
| 9     | "She Never Told Me She Was a Mime" (Ela Nunca Me Disse que Era uma Mímica) | 4:54    | Original                                                      | Sobre um homem que não percebe os sinais óbvios de que sua namorada é uma mímica.                                                                                                |
| 10    | "Harvey the Wonder Hamster" (Harvey o Hamster Maravilha)                   | 0:21    | Original                                                      | Uma música tema para o personagem do título. |
| 11    | "Waffle King" (Rei do Waffle)                                              | 4:25    | Peter Gabriel                                                 | Sobre um homem que ascendeu ao status de celebridade devido a sua receita de biscoitos tipo waffle, e o consequente aumento do seu ego.                                          |
| 12    | "Bohemian Polka" (Polca Boêmia)                                            | 3:39    | "Bohemian Rhapsody" por Queen                                 | A única Polka Medley de "Weird Al" que inclui somente uma única canção. |

## Formação
- "Weird Al" Yankovic - sintetizador, acordeão, voz, vocais
- Mel Blanc- voz de Barney e Dino na canção "Bedrock Anthem"
- Alan Reed - voz de Fred Flinstone
- Jim West - guitarra, banjo, bandolim vocais
- Steve Jay - baixo, vocais
- Brad Buxer - sintetizador, teclados, orquestra
- Rubén Valtierra – teclados
- Jon "Bermuda" Schwartz - bateria, percussão
- Joel Peskin - clarinete, saxofone barítono
- Warren Luening - trompete
- Tommy Johnson - tuba
- Julia Tillman Waters, Maxine Willard Waters - vocais

### Produção
- Produtor executivo: Spencer Proffer
- Engenharia de some mixagem: Tony Papa
- Assistente de engenharia: Colin Sauers
- Arranjos: "Weird Al" Yankovic, Brad Buxer (arranjos orquestrais também)
- Masterzação: Bernie Grundman
- Programação: Brad Buxer
- Direção de arte: Doug Haverty
- Fotografia: Rocky Schenck

| Críticas profissionais                                                      | Críticas profissionais |
| Avaliações da crítica                                                       | Avaliações da crítica  |
| Fonte                                                                       | Avaliação              |
| --------------------------------------------------------------------------- | ---------------------- |
| Allmusic                                                                    | [ 1 ]                  |
| Esta tabela precisa de ser acompanhada por texto em prosa. Consulte o guia. |                        |

## Paradas

### Álbum
| Ano  | Parada            | Posição |
| ---- | ----------------- | ------- |
| 1993 | The Billboard 200 | 46      |